# Mystieke fromlijf
De mystieke fromlijf (Sicus fusenensis) is een vliegensoort uit de familie van de blaaskopvliegen (Conopidae). De wetenschappelijke naam van de soort is voor het eerst geldig gepubliceerd in 1939 door Ouchi.